# 差金決済取引
差金決済取引（さきんけっさいとりひき、英: contract for difference、CFD）とは、有価証券の受渡しを行わずに、売買価格差等に相当する金銭の授受のみにより差金決済する取引または金融商品である。
現在、先物取引、株式信用取引、先物オプション取引、くりっく株365、FX取引、CFD取引、等に差金決済取引が幅広く利用されている。
外国為替証拠金取引（FX取引）も証拠金を預け、レバレッジをかけて取引を行うことから、差金決済取引の一つと言える。ただし、一般には、外国為替のものをFX、それ以外の株式や株価指数や債券等のものはCFDと呼ぶ。先物取引と類似したものであるが限月がCFDには無い。CFDには「取引所CFD」と「店頭CFD」の２つがあり、日本の「取引所CFD」はくりっく株365のみで、株価指数のみを扱っている。原発産業保護制度の差額決済契約はCFDの一つである。

## 概要
CFDの原型となる「バケットショップ」は場外取引店の一種で、ジェシー・リバモアが売買し利益を上げたことで知られている。これは取引所の会員権をもたない仲買人が小口投資家を相手におこなう不正規のもので、1929年の株式暴落の際に詐欺行為として全面禁止された。
現代のCFDは1990年代前半に、ビッグバン発祥地ロンドンで始まった。アメリカでは1997年の法改正によりCFDが開始された。
金融商品としての差金決済取引はインターネット取引が中心である。一般に低い手数料で、自分の判断で瞬時に注文を出せる。
「店頭CFD」の場合、取引所CFDや上場先物取引などとは異なり、取引は市場を介しておこなわれるのではなく証券会社との取引となり、証券会社によって約定までの時間、流動性提供能力に違いがあるとされる。店頭CFDは注文を証券会社が受け取ると、それをカウンターパーティーに発注、それをヘッジ市場にてヘッジ取引する。
「取引所CFD」の場合、くりっく株365で取引が行われ、流動性を上げるためにマーケットメイカーが入っている。2010年より日本の証券会社はCFDも分別管理が義務づけられているが、かつては、預託金の分別管理が義務付けられていないため、業者によっては当該業者の破産などにより預託金が返還されないリスクがあった（カウンターパーティリスク）。業者選別に関しては特に注意が必要である。
他の特徴を下に列挙した。
時間帯
株式市場の場合、多くの個人投資家は就労時間と株式市場の取引時間が重なってしまうが、外国の証券取引所での取引を行う場合はリアルタイムに取引を行うことが出来る。
売りから入れる
指数が上昇する場面でも、下降する場面でも「売り」、「買い」のポジションを使い分けることにより利益を狙うことが出来る。これは株式の信用取引における空売りやFXも含めた各種商品先物取引と同様である。加えて、海外の金融商品をCFDで売りで取引した場合、対象国の方が金利が高い場合は金利差分を受け取ることが出来る。
デイトレードが可能
株式の現物取引の差金決済取引は禁止されており、それゆえ、買い付け余力がない場合は、同一銘柄を一日に何度も取引することは出来ないが、CFDでの株式取引は現物取引ではないので、同一銘柄を一日に何度も取引できる。
レバレッジ
CFDでは先物取引同様、株式指数商品などにおいてレバレッジをかけて取引が出来るため、レバレッジの分だけ少ない金額で投資が出来る。ただしレバレッジを上げるとハイリスク・ハイリターンな取引になることに留意する必要がある。これはFX取引と同様レバレッジをかけて取引することで証拠金の数倍から数百倍の額を取引することが可能となるため、少ない元手で短期に多額の利益を上げることが出来ることがある一方、予想と反対の値動きをした場合には多額の損失を被るためである。ロスカット制度がない、あるいは市場の混乱、システムトラブル等で正常に取引できなかった場合は、証拠金以上の被害を受け、追加保証金の差し入れを要求されることもある。日本の「店頭CFD」の2018年3月末の建玉残高の平均レバレッジは1.5倍（建玉残高が366億円、証拠金等残高が243億円）。
レバレッジ型ETFとの比較
レバレッジ型ETFは通常1日の価格変化分にレバレッジをかけるが、値段が下がった場合、それが元に戻るための上昇幅はより大きくなってしまう。例えば、レバレッジ2倍で、対象商品の価格が1日で10%下がった場合、レバレッジ2倍なので20%下がるが、これが元に戻るには対象商品が12.5%（レバレッジ2倍で25%）上がらないといけない。CFDの場合は証拠金不足にならない限りは価格が10%下がっても11.1%上がり元の価格にさえ戻ればスプレッド分を除けば損は発生しない。
取引単位は100万円前後（くりっく株365でレバレッジ1倍の場合）
株価指数を投資信託で購入する場合100円以上1円単位で購入できることが多いが、CFDでレバレッジ1倍の場合、銘柄次第だが、くりっく株365では取引単位は100万円前後に設定されている。店頭CFDは証券会社および銘柄によっては10万円前後の場合もある。
金利調整額
国外の価格や指数を用いた取引の場合、自国との金利差があるため、その調整として金利調整額の支払い、または受取りが生じる。基本的にポジションが「買い」の場合は金利調整額を支払う。これは外国為替証拠金取引（FX）におけるスワップポイントに相当するものと言えるが、FXとは仕組みが異なるため逆になる点に注意が必要である。
買い金利調整額 = -売り金利調整額になっていなく、売りでも買いでも関係なくポジションを持っていることに対する手数料をこの中に入れている店頭CFDもある。
配当金調整額
特定企業の株価等を指数とする取引の場合、配当金に相当する調整額のやり取りがなされ、ポジションが「買い」の時は受け取り、ポジションが「売り」の時は支払いとなる。店頭CFDの場合、一般に同一取引で支払い額は受取額を下回り、その差額はCFD業者の利益となる。
先物に基づくため現物と価格がずれる
CFDは先物取引に基づくため価格が現物と異なる。株価指数先物取引の場合、精算日に精算するのは株価指数分の価格のみなので、その理論価格は、r = 無リスク金利 - 配当金利、t = 先物の精算日までの時間、とした時に現物の {\displaystyle e^{rt}} 倍になり、つまり無リスク金利が高いほど先物価格は高く、配当金利が高いほど先物価格は安くなる。CFDの場合は証券会社および銘柄によってパターンが分かれる。
毎日金利と配当を調整する場合（くりっく株365など）
取引所CFDのくりっく株365は買いの場合は、毎日、その日に配当した会社の配当分を受け取り、無リスク金利分支払う必要がある。なので、先物取引とは逆で、無リスク金利分安く、配当金利分高くなっている。もし株価指数を構成する全ての会社の配当日が一緒であれば、その配当日は「株価指数 + 配当金 - 1日分の無リスク金利」の価格で終わるはずである。現実には配当日はバラバラなので、未来の配当分だけ常時高くなっていて、全ての会社の配当までの日数と金額を元に理論価格を計算する必要がある。くりっく株365の場合は、マーケットメイカーが入っていて、マーケットメイカーが理論価格を提示してずれが生じないようにしている。
金利調整額・配当金調整額が無いタイプ
毎日金利と配当を調整する場合の変形で、リアルタイムでその分の差額を取引金額に上乗せすることで、金利調整額・配当金調整額が無いタイプの店頭CFDもある。
先物価格をそのまま提示する場合
一部の店頭CFDは最も限月が近い先物価格をそのまま提示している。この場合は、先物の限月の間隔（1か月や3か月など）ごとに、より未来の先物に切り替えるため、その差額（無リスク金利分と配当分）の調整が入る。この切り替えは本来の精算日よりは少し手前で行われ、切り替えが自動なので先物では無くCFDという名称がつけられている。このタイプは無リスク金利分高く、配当金利分安い価格になる。
証拠金とは異なる通貨の金融商品を取引できる
日本の証券会社の場合、通常、証拠金は円であるが、NYダウなど外貨建ての金融商品を購入する際も、証拠金を両替すること無く購入できる。証券会社によっては、証拠金を両替してからCFDの取引をできる会社もある。
証拠金と金融商品の通貨が異なることから生じるリスク
外貨建ての金融商品の評価額は 金融商品の価格 × 為替レート のため、証拠金不足に陥るリスクは、金融商品の価格の変動によるリスクだけで無く、為替レートの変動によるリスクもある。証拠金と金融商品の通貨を揃えておくと前述の為替レートのリスクは無い。
金利調整額を相殺する方法
海外の株価指数のCFDで生じる金利調整額は、同時に同額をFXで取引すると金利調整額分がスワップポイントとして付与されるので相殺することができる。これにより金利コストを為替リスクに置き換えることができる。外貨建てで株価指数をETFで購入するのと同じリスク構造になる。ドル建ての株価指数を購入したとして証明する。手数料とスプレッドは0とする。投資期間中ドルが1円/ドルから{\displaystyle a}円/ドルに変化し、株価指数＋配当が1ドルから{\displaystyle b}ドルに変化し、1ドルに対して金利（スワップポイント）は{\displaystyle c}円もらえるとする。ここで1円/ドルや1ドルとして一般性を失わない。ETFで両替して1円分買った場合は{\displaystyle ab}円になる。CFDで1円分株価指数を買うと{\displaystyle (b-1)a-c}円になる。この期間中FXで1円分ドルを買うと{\displaystyle a+c}円になる。CFDとFXで同時に1円分買ってもレバレッジの制限を超えないとする。するとCFDとFXで同時に1円分買うと合計{\displaystyle ab}円になる。
手数料の取り方は証券会社および銘柄によって多様であるが、下記の場所に手数料が入っている。加えて手数料では無いが無リスク金利分も考慮する必要がある。
- 取引手数料
- スプレッド（先物価格をそのまま提示している店頭CFDによってはスプレッドを広げて手数料としている証券会社もある）
- 金利調整額や配当金調整額に混ぜる（くりっく株365は無し）

## 日本
江戸時代ごろには、米穀取引所において米相場の一定変動額に対して行う賭博「合百」が行われていた。当時は丁稚や小僧が小遣いを賭ける小規模なものであったが、明治には合百を専門にする合百師も出現、対象も株式に広がるなど大規模化した。日銀の倉荷証券付手形割引制度が米穀投機と信用危機を誘発して破綻している。
2002年に松井証券が金の保証金取引を開始したが、国内商品先物取引業界からクレームが上がって結局取りやめた。2005年11月1日より、ひまわり証券が証券CFDを初めて提供を開始した（2014年4月11日に終了）。2008年頃より取り扱う証券会社等が増加している。

### くりっく株365
東京金融取引所が、日経225先物ではなく、日経平均株価そのものをCFDとして、2009年度中に上場させることを、2008年12月4日に発表した。愛称は「くりっく株365」とした。
2010年10月1日、東京金融取引所が取引所株価指数証拠金取引の上場認可を金融庁より取得。
2010年10月7日、取引開始日を同年11月22日としたことを発表。当初の取引可能銘柄は以下のとおり。
- 日経225証拠金取引
- FTSE100証拠金取引
- DAX証拠金取引

2010年10月21日、東京金融取引所は同年12月13日より以下の銘柄の取引を開始すると発表した。
- FTSE中国25証拠金取引（2014年9月19日に上場廃止[8]）
- FTSE TWSE 台湾50証拠金取引（2010年11月30日に上場延期が発表になり、そのまま延期が継続[9]）

2010年11月22日、「くりっく株365」のサービスが正式に開始された。
2016年6月27日、NYダウ証拠金取引を開始。

### CFDの銘柄の種類
現在、日本国内で提供されている主なCFDの銘柄は次のとおりである。
- 証券CFD、株価指数先物CFD・・・日本225、日本225ミニ、米国30、米国500、米国NAS100、など。

- 商品CFD・・・金、銀、銅、NY原油、WTI原油、北海原油、天然ガス、大豆、小麦、コーン、など。
- 株式CFD・・・業種ごとに企業の株式をパッケージにしたもの。

### 法律
現物株式の差金決済取引は禁止されている。なお、国内株式の信用取引の差金決済取引については、2013年1月1日より、法令上、事実上解禁されている。
FXへの規制が強化された後は、同種のデリバティブである「店頭CFD」についても、2009年12月28日「金融商品取引法改正等に係る政令・内閣府令」が公布され、2011年1月1日から最大レバレッジが制限されている。
- 個別株 - レバレッジ5倍以下
- 株価指数 - レバレッジ10倍以下
- 商品 - レバレッジ20倍以下
- 債権 - レバレッジ50倍以下

しかしながら顧客保護が名目であるにもかかわらず「取引所CFD」のくりっく株365はこの規制の対象外で株価指数の最大レバレッジは約30倍になっている。
海外の証券会社では、CFDの各銘柄が1,000倍などのハイレバレッジで取引できる。

### 税金
個人の場合、CFD・FX取引・先物取引・オプション取引などは税務上は「先物取引に係る雑所得等」に該当する。株式・投資信託などの「株式等の譲渡所得等」とは区別される。法人の場合は通常の課税所得に該当する。
東京金融取引所による「取引所CFD」であるくりっく株365においては、個人の場合は一律20.315%（2012年までは20%）の申告分離課税が適用され、取引所外国為替証拠金取引（くりっく365・大証FX）、証券先物取引（日経225先物取引等）、商品先物取引との損益通算、および3年間の損失繰越控除が可能である。
2012年1月1日より、日本国内公認業者による店頭FX・店頭CFD等の店頭デリバティブ取引に係る税制が、取引所で行う先物取引等と一本化され、個人の場合は税率20％（所得税15％・住民税5％）の申告分離課税になった（法人口座は除く）。それ以前は総合課税だった。
2013年1月1日より、「取引所CFD」も「店頭CFD」も個人の場合は、税率20.315%（所得税15.315％、住民税5％）に統一された。
2025年分より、所得が9億9000万円超の場合は税率が上がる。詳細は雑所得を参照。

### 差額決済契約
経済産業省外局総合資源エネルギー調査会の原子力小委員会は「差額決済契約」という公共料金制度を検討している。差額決済契約とは、いわば再生可能エネルギーについて行われている固定価格買い取り制度の原子力版である。分かっている範囲で仕組みを述べると、まず廃炉費用や使用済み核燃料の処分費用も含めた、原発の運営にかかるコストを回収できる電気価格を事前に「基準価格」として定めている。電気の市場価格が基準価格を下回った場合、差額を電力会社が受け取れる。その原資は議論されているところであるが、電力会社が送電網を使用する際に支払う託送料金に上乗せされる可能性が高い。そうなれば電気料金に計上されて、需要家である電力利用者（＝送電線の利用者）全体から徴収する形となる。2014年6月の電気事業法改正による自由化は、産業保護の動機となっている。委員の伴英幸によれば、原発産業の特に新設事業が保護の必要性を生んでいるという。
差額決済契約の本質は、電気価格を指標とし、公共料金策定を理由に消費者との契約を省いたCFDである。スマートグリッドの普及により電気価格は低下するので、消費者の負担が増える。そしてゼネラル・エレクトリックを代表とするスマートグリッドの推進事業者は、従来の原子力産業を推進してきた企業群である。こうして原子力損害賠償・廃炉等支援機構の財源が、電力事業者の資産にではなく、電気料金に占める基準価格との差額分に確保される。